# Thorsten Andersson
Thorsten Andersson (ur. 23 lutego 1929, zm. 22 kwietnia 2018) – szwedzki językoznawca, germanista i mediewista.

## Życiorys
Urodził się 23 lutego 1929 r. w gminie Ödeshög w Szwecji. W latach 1957–1960 był profesorem nadzwyczajnym języka szwedzkiego na uniwersytecie w Münsterze. W 1965 r. uzyskał stopień doktora na Uniwersytecie w Uppsali, gdzie powołano go na stanowisko docenta. W okresie od 1971 od 1994 był tamże profesorem językoznawstwa.
Specjalizował się w toponimii. Był wydawcą „Namn och bygd” i współwydawcą „Studia Anthroponymica Scandinavica”. Autor książek i artykułów na temat szwedzkich nazw miejscowych i nazw osobowych. Zmarł 22 kwietnia 2018 r.

## Wybrane publikacje
- Svenska häradsnamn (1965)
- Namn i Norden och det forna Europa (1989)